# Аціму-Андрефана
Регіон Аціму-Андрефана (малаг. Faritra Atsimo-Andrefana; фр. Région d'Atsimo-Andrefana) — регіон Мадагаскару, розташований у південно-західній частині острова, біля узбережжя Мозамбіцького каналу і має площу 66 236 км². Адміністративний центр місто Туліара. Раніше регіон входив до провінції Толіара.

## Назва
Дослівно з малагісійської назва регіону Аціму-Андрефана перекладається як «Південно-Західний».

## Географія

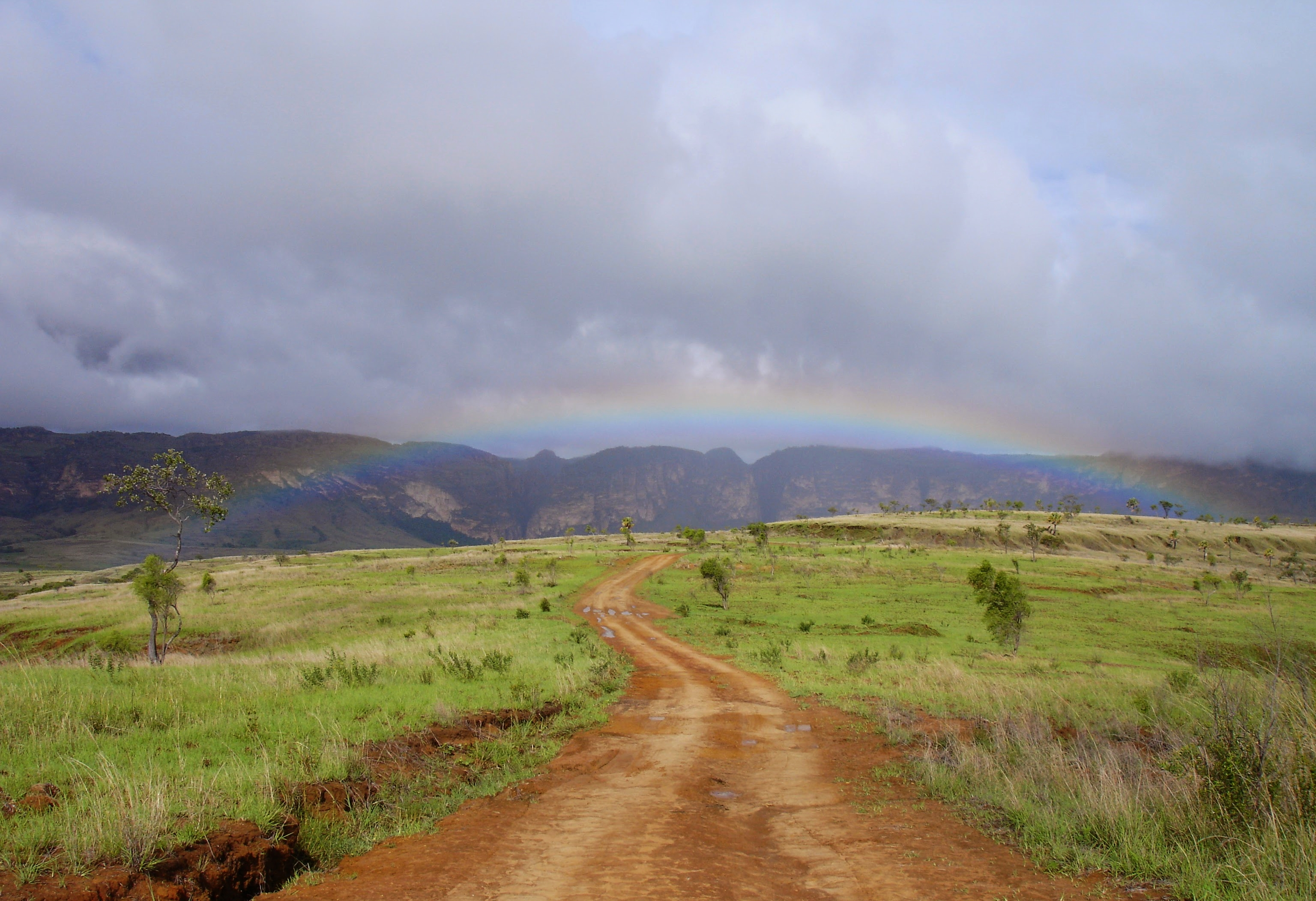
Веселка над парком Ісало.

Регіон займає площу 66 236 км² і розташований у південно-західній частині острова, біля узбережжя Мозамбіцького каналу. Межує з регіоном Менабе на півночі, Амороні-Манія на північному сході та з регіонами Верхня Маціатра, Іхоромбе, Анузі та Андруа на сході. Основні річки регіону: Сікілі, Саканавака, Мангокі, Макай, Ісахена, Маномбо, Фіхеренана, Онілахі, Лінта, Манакаралаха та Менарандра. Через область проходять автомобільні дороги RN 6, RN 7 та RN10.
На території регіону розташовані заповідник Беза Махафалі, національний парк Циманампецотса та озеро Іхотра.

## Демографія
Населення регіону на 1993 рік становило 741 243 особи. У 2004 році це було близько 1 018 500 . За даними перепису 2018 року, у ньому проживало 1 797 894 мешканці .

## Адміністративний поділ
Регіон складається з 9 районів :
- Ампаніяї
- Анказуабу
- Бененітра
- Бероруа
- Бетіокі Аціму
- Морумбе
- Сакараа
- Туліара (міський) (Туліара I)
- Туліара (сільський) (Туліара II)